# Australska dvodihalica
Australska dvodihalica (baramunda, lat. Neoceratodus forsteri) je vrsta ribe dvodihalice iz porodice Neoceratodontidae, reda Sarcopterygii. Ovo je riba dna koja je nastanjena u sistemu rijeka Burnett i Mary River u australskoj državi Queensland. Maksimalno naraste do 170 centimetara i 40 kilograma težine. Grabežljivac je koji se hrani žabama, punoglavcima, ribama, crvima, puževima, ali i vodenim biljem kao i voćem palog sa stabala koja rastu uz potoke.
Steinhart Aquarium u San Franciscu posjedovao je jedan primjerak dužine jednog metra, teškog 20 kilograma i star preko 65 godina.
Prvi ga je opisao Krefft (1870).